# Equipe moçambicana na Copa Billie Jean King
A equipe moçambicana na Copa Billie Jean King representa Moçambique na Copa Billie Jean King, principal competição de ténis feminina por equipes do mundo. É administrada pela Federação Moçambicana de Ténis.

## História
Moçambique competiu pela primeira vez em 2015. Nunca foi além do Grupo III do zonal da Europa/África.

## Última escalação
Para o Grupo IV da África de 2023, em junho:
- Ilga Adolfo João
- Helen Khumalo
- Tania Elisio Rafael
- Chirley Jemusse